# Nederlands-Indonesische Unie

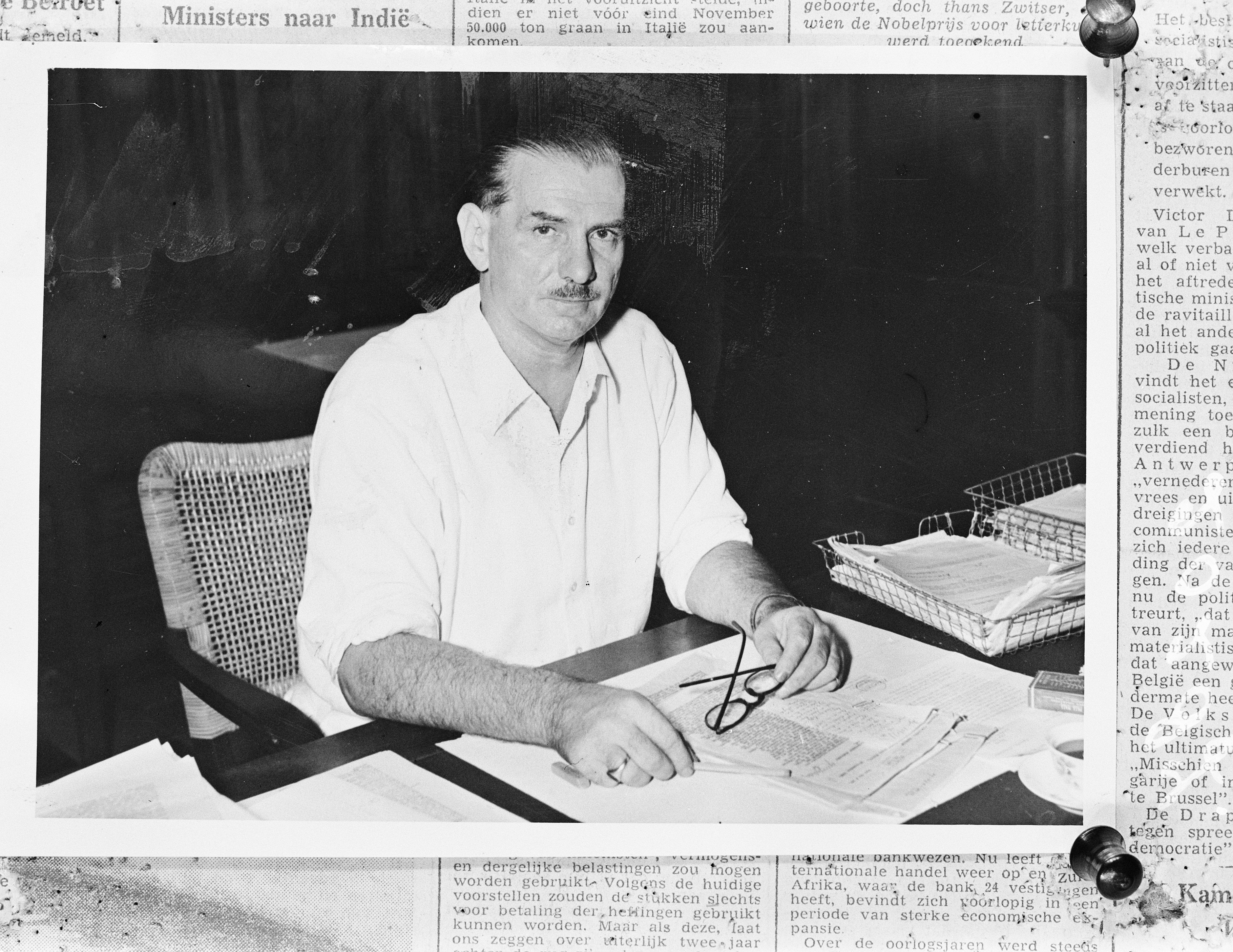
Dr. Petrus Johannes Abram Idenburg (1896-1976) in zijn Indische tijd als directeur-generaal Algemene Zaken, 5 februari 1947

De Nederlands-Indonesische Unie was een confederatief verband tussen het Koninkrijk der Nederlanden en de Verenigde Staten van Indonesië dat tussen 1950 en 1956 heeft bestaan.

## Voorgeschiedenis
Op 15 november 1946 werd te Linggadjati een overeenkomst tussen Nederland en de Republik Indonesia getekend, waarin stond dat Nederlands-Indië zijn onafhankelijkheid zou krijgen als de Verenigde Staten van Indonesië. Tevens zou er een Nederlands-Indonesische Unie worden opgericht, om "hun gemeenschappelijke belangen te behartigen".
Door de zogenaamde Politionele acties kon de uitvoering geen doorgang vinden. Nadat Nederland een wapenstilstand met de Republik Indonesia had getekend, kon de soevereiniteitsoverdracht op 27 december 1949 plaatsvinden en kon dus ook de Nederlands-Indonesische Unie worden opgericht.

## Structuur
De Nederlands-Indonesische Unie zou een Nederlandse tegenhanger moeten worden van het Brits Gemenebest. De Unie zou bestaan uit twee onafhankelijke en soevereine partners:
1. het Koninkrijk der Nederlanden, bestaande uit
  1. Nederland
  2. Suriname
  3. Nederlandse Antillen
  4. Nederlands-Nieuw-Guinea
2. de Verenigde Staten van Indonesië, bestaande uit zeven deelstaten.

De status van Nederlands Nieuw-Guinea zou nog nader moeten worden besproken. Voorlopig bleef Nieuw-Guinea onder Nederlands gezag staan. En, daar waar Suriname en de Antillen gelijkwaardige partners zouden worden binnen het Koninkrijk, zou Nieuw-Guinea voorlopig een kolonie blijven.
Het Hoofd der Unie zou koningin Juliana worden. De samenwerking zou plaatsvinden op de volgende terreinen:
- Defensie
- Buitenlandse betrekkingen
- Financiën
- Economische betrekkingen
- Culturele betrekkingen

Om een en ander te bewerkstelligen zouden er verschillende organen in het leven worden geroepen. Ten eerste moest er ieder half jaar een conferentie van ministers worden gehouden. Ten tweede werd er een permanent secretariaat gevestigd in Den Haag. Iedere partner wees een secretaris-generaal aan, waarvan er ieder jaar één de leiding van het secretariaat op zich zou nemen. (Voor Nederland werd dat P.J.A. Idenburg, die dat van 1950 tot en met 1956 zou blijven.) En als laatste werd er een Unie-Hof van Arbitrage ingesteld om recht te spreken over geschillen tussen Nederland en Indonesië.

## Einde
De Unie ging nooit functioneren. Ze werd daadwerkelijk opgericht, maar nadat de Republik Indonesia alle deelstaten onder zich had verenigd kwam er van een hechte samenwerking in Unie-verband niet veel terecht. Uiteindelijk hief Indonesië in 1956 de Unie eenzijdig op.